# Aleksandr Taràssov
Aleksandr Taràssov (rus: Александр Николаевич Тарасов)  (Moscou, 8 de març de 1958), nom complet amb patronímic Aleksandr Nikolàievitx Taràssov (rus: Алекса́ндр Никола́евич Тара́сов, és un sociòleg, politòleg, culturòleg, publicista, escriptor i filòsof rus i soviètic. Fins a principis del segle xxi es va referir a si mateix com un postmarxista al costat d'István Mészáros i una sèrie de filòsofs marxistes iugoslaus que pertanyien a l'escola de la praxi i van emigrar a Londres. Atès que al segle xxi el terme postmarxisme ha estat apropiat per Ernesto Laclau, Chantal Mouffe i els seus seguidors, Aleksandr Taràssov (juntament amb el ja esmentat István Mészáros i els filòsofs iugoslaus) ha deixat de referir-se a si mateix com a postmarxista.

## Activitat política primerenca i arrest
El desembre del 1972 - gener del 1973, junt amb Vassili Minorski, Taràssov va fundar un grup clandestí radical d'extrema esquerra anomenat Partit dels nous comunistes (PNC) (rus: Партия новых коммунистов (ПНК) Pàrtia nóvikh kommunistov (PNK)), i es va convertir en líder informal del grup en l'estiu de 1973. El 1974 el PNC es va fusionar amb un altre grup d'esquerra radical clandestí anomenada "Escola d'esquerra" (rus: Левая школа Lévaia shkola) per formar el Partit Neocomunista de la Unió Soviètica (PNCUS) (Неокоммунистическая партия Советского Союза (НКПСС) Neokommunistitxéskaia pàrtia Sovétskogo Sóiuza (NKPSS)). Taràssov es va convertir en un dels líders i teòrics del PNCUS, i escrigué el programa del partit, els "Principis del neocomunisme" (rus: Принципы неокоммунизма Printsipi neokommunizma) el 1974. El KGB el va arrestar el 1975. Després de la detenció preventiva i una estada d'un any a un hospital psiquiàtric especial, fou alliberat perquè el cas del PNCUS mai va ser portat a judici. A l'hospital psiquiàtric Taràssov va ser sotmès a un tracte cruel i de facto a tortura (cops, teràpia electroconvulsiva, hipoglucèmia induïda, injecció de grans dosis de neurolèptics) la qual cosa li ha comportat trastorns somàtics greus que A. Taràssov ha patit des del seu alliberament, com ara malalties somàtiques (hipertensió, espondiloartritis anquilosant, malalties del fetge i pàncrees) que l'han deixat de fet discapacitat. Després del seu alliberament, Taràssov va participar en la restauració del PNCUS, que va dirigir fins a la seva pròpia autodissolució el gener de 1985. En 1988 va ser examinat per dues comissions psiquiàtriques de l'estat i es va trobar que estava completament sa mentalment parlant. (vegeu també: psiquiatria repressiva a la Unió Soviètica)

## Educació i carrera
Taràssov ha canviat diverses vegades de feina: ha treballat com a delineant; ajudant de laboratori en un institut de disseny; vigilant de cementiri al Cementiri de Vagànkovo (Moscou); maquinista, mecànic per a la reparació d'equips de caldera; bibliotecari; editor; paramèdic; operador de caldera de gas; comptable al magatzem central de la planta de processament de carn Mikoian; operador de taula de llums al Teatre Hermitage de Moscou (situat al Jardí l'Hermitage de Moscou); investigador associat al Centre d'Anàlisi Científic (Acadèmia de Ciències de Rússia); professor universitari; consultor del Ministeri d'Educació i Ciència; columnista polític; expert en informació del Centre d'Investigació "Panorama" i el Comitè de Drets Humans de Moscou, etc. Va obtenir un grau en economia per l'Institut d'Aprenentatge de Finances i Economia de Rússia i en història (iniciat a la Universitat Estatal Pedagògica de Moscou i finalitzat a la Universitat Estatal de Moscou). Quan va començar la perestroika, es va professionalitzar ràpidament com a sociòleg i politòleg.

## Activitat literària i editorial
El 1984 Taràssov va començar a publicar les seves obres (sota un pseudònim) a l'URSS ("samizdat") i a la premsa estrangera. El 1988, els seus articles van començar a aparèixer (sota pseudònims) a la premsa independent i des de 1990 ha estat publicant els seus treballs a la premsa independent i oficial amb el seu propi nom.
El 1988 va fundar l'"Arxiu Independent" (a partir del 1990: "Arxiu Independent - Servei de sociologia independent") i el 1991 es va convertir en un associat del Centre per a la nova sociologia i l'estudi de la política pràctica, "Fénix" (en rus: Центр новой социологии и изучения практической политики "Феникс"). El 2004, va esdevenir codirector de "Fénix" i, al febrer de 2009, el seu director.
A la primera meitat de 1993 Taràssov va ser un dels tres editors d'una revista mensual anomenada La casa dels sindicats rus: Дом Союзов Dom soiúvoz, publicada pel mateix equip de Solidarnost rus: Солидарность ("Solidaritat"), el diari fundat per la Federació de Sindicats de Moscou rus: Московская Федерация профсоюзов Moskóvskaia Federàtsia profsoiúzov (en l'actualitat el periòdic de la Federació de Sindicats independents de Rússia). La revista tenia un tiratge de 30.000 exemplars. En el seu editorial als lectors de la primera edició, A. Taràssov assenyalava que La casa dels sindicats ´té com a missió "actualitzar el pensament socialista" i "crear una teoria que coincideixi amb la realitat actual". Després de només cinc números, la revista va ser tancada per Andrei Issàiev, redactor en cap de "Solidarnost", perquè no es corresponia amb la línia política de la Federació, és a dir, pel seu radicalisme "excessiu".
A la segona meitat del 1993, Taràssov ba ser membre de la junta editorial del diari L'acció de la classe treballadora; el 1993-1994 - un membre del consell de redacció d'una revista contracultural anomenada Vugluskr rus: Вуглускр; a mitjans de la dècada de 1990 assessor polític de la unió d'estudiants radicals "La defensa de l'estudiant" rus: Студенческая защита Studentxéskaia zasxita
Taràssov ha escrit més de 1100 publicacions en l'àmbit de la sociologia (principalment estudis sobre el jovent, temes d'educació i resolució de conflictes); ciències polítiques 
(current politics,radicalisme polític a Rússia i a l'estranger, els moviments socials de masses); història (història i teoria del moviment revolucionari i guerra de guerrilles); culturologia
(temes de cultura popular, contradiccions entre les cultures i la civilització); ciències econòmiques(recerca comparativa). També és crític literari i de cinema (literatura i cinema moderns, cultura popular i política, història i teoria de la cinematografia dels anys 1960 i 1970). Ha estat el primer a estudiar i descriure la subcultura skinhead neonazi a Rússia. A. Taràssov és l'autor de la primera investigació profunda sobre la influència de les idees i de les organitzacions d'extrema dreta a la subcultura de la violència en els aficionats al futbol a Rússia (novembre 2009 – gener 2010).
El 2002 fou un dels fundadors, compiladors i un editor científic d'una sèrie de llibres titulada Hora "H". El pensament antiburguès en el món modern, rus: Час "Ч". Современная мировая антибуржуазная мысль Txas «txa». Sovreménnaia miróvaia antiburjuàznaia misl, publicat per l'editorial “Guileia”). Va continuar amb dues sèries de llibres addicionals: Lluita de classes (en alemany: Klassenkampf; coeditada amb Borís Kagarlitski - Editorial "Ultra.Kultura") el 2005, i La rosa de la revolució, rus: роЗА РЕВОлюций roZA REVOliutsi el 2006 (publicat per “Kultúrnaia Revoliútsia”). Aquestes sèries inclouen la sèrie moderna literatura sociopolítica esquerrana (principalment estrangera).
Més enllà d'aquestes sèries Taràssov treballa com a editor científic i comentarista de les obres de coneguts representants del pensament de l'esquerra, en particular, de Lev Trotski, Alain Badiou i Cornelius Castoriadis.

## Extremistes polítics
El 4 de novembre de 1995, Taràssov va ser víctima d'un assalt no provocat prop de casa: després de cridar-lo pel seu nom, uns atacants desconeguts el van colpejar tan severament que va perdre el coneixement (encara que ell va tractar de defensar-se). Els atacants van escapar amb el seu passaport (que probablement s'utilitzaria per a la presentació d'informes), però no van tocar una gran quantitat de diners i objectes de valor. La policia va obrir una investigació criminal sobre l'assalt, però mai no s'han trobat els atacants.
El 2008, els neonazis van incloure A. Taràssov a la llista dels seus enemics que han de ser físicament exterminats. La llista fou publicada a web radicals de l'extrema dreta. El 2011, el grup progovernamental "Naixi" va citar Taràssov entre els "168 enemics més vils" d'aquest grup, de Vassili Iakemenko (líder del grup) i del règim de Vladímir Putin.
Als cercles anarquistes russos, Taràssov és conegut com un crític constant de l'anarquisme - principalment de la pràctica anarquiasta (que considera inútil i sense esperança), i de la seva teoria (que considera obsoleta i poc científica). Les crítiques de Taràssov li han causat una oberta animositat entre els anarquistes.
La reacció de Taràssov a les protestes russes de 2011-2012 va ser negativa. Va criticar les protestes de l'esquerra, per considerar que són el moviment de la petita burgesia i una "rebel·lió dels consumidors" aliena a les metes i objectius de les forces d'esquerra a Rússia i irrellevant per a la lluita revolucionària contra el capitalisme.

## Reconeixement i premis
Taràssov és un complet escriptor de prosa i poesia (des de 1992). També és traductor d'anglès i castellà (des de 1997). Les obres de Taràssov s'han publicat, a més de Rússia, als Estats Units, Canadà, Regne Unit, França, Alemanya, Països Baixos, Suïssa, Suècia, Noruega, Itàlia, Espanya, Grècia, Finlàndia, Hongria, República Txeca, Sèrbia, Índia, Japó, Corea del Sud, Tailàndia, Singapur, Argentina, Cuba, Panamà, Sud-àfrica, Marroc, Reunió, Nova Zelanda, Estònia, Letònia, Lituània, Belarús, Ucraïna, el Kazakhstan, Moldàvia, Geòrgia, Azerbaidjan i Transnístria. Ha estat guanyador de premis de diverses revistes literàries: "Drujba naródov" (Fraternitat dels pobles, rus: Дружба Народов (2000), “Iúnost" (joventut, rus: Юность (2001) i Oktiabr (octubre, rus: Октябрь (2011).